# محمد شریعتمداری
محمد شریعتمداری (زادهٔ ۳ تیر ۱۳۳۹ تهران) سیاستمدار ایرانی است که از آذر سال ۱۴۰۳ به‌عنوان مدیرعامل و نایب‌رئیس هیئت مدیره شرکت صنایع پتروشیمی خلیج‌فارس فعالیت می‌کند.
او در دولت دوازدهم از سال ۱۳۹۶ تا ۱۳۹۷ به‌عنوان وزیر صنعت، معدن و تجارت فعالیت داشت که در پایان این دوره به دلیل تأمین و وارد نشدن مواد اولیه واحدهای تولیدی با تخصیص غیراصولی ارز ترجیهی و وضع ممنوعیت‌ها بر تجارت خارجی در زمان تشدید تحریم‌های خارجی استیضاح او در جریان بود که در همین حین استعفا داد و در روز بعد به عنوان وزیر تعاون، کار و رفاه اجتماعی معرفی شد و تا سال ۱۴۰۰ این سمت را برعهده داشت.
وی پیش‌تر معاون اجرایی رئیس‌جمهور، جانشین رئیس‌جمهور ایران در شورای عالی ایرانیان، شورای عالی فضایی، شورای استاندارد و شورای تحقیقات صنعتی بوده است.
او در آغاز کار دولت یازدهم حسن روحانی، بیست روز سرپرست وزارت ورزش و جوانان و در دولت اول و دوم سید محمد خاتمی وزیر بازرگانی بوده است. وی از حامیان محمد محمدی ری شهری در انتخابات دوم خرداد ۱۳۷۶ بود. وی همچنین در انتخابات ریاست‌جمهوری سال ۱۳۹۶ ریاست ستاد انتخاباتی حسن روحانی را بر عهده داشت. وی از سال ۱۳۸۵ تا ۱۳۹۳ به حکم رهبر ایران عضو شورای راهبردی روابط خارجی جمهوری اسلامی ایران و به عنوان رئیس کمیسیون اقتصادی شورا فعالیت می‌کرده است. وی وزیر پیشین صنعت، معدن و تجارت در دولت دوازدهم نیز بوده است.

## سوابق
اعتماد جناح‌های مختلف سیاسی کشور به شریعتمداری موجب شد که وی در دو نوبت مراجعه دولت به مجلس شورای اسلامی برای اخذ رأی اعتماد، با بالاترین آراء (دوره نخست با ۱۹۹ رأی و دوره دوم با ۲۱۵ رأی) موفق به کسب رأی اعتماد از مجلس شورای اسلامی شود. وی به مدت ۸ سال مسئولیت کمیسیون مشترک روابط جمهوری اسلامی ایران با کشورهایی نظیر عربستان سعودی، عراق، عمان، قطر، کویت، پرتغال، اسپانیا، زیمبابوه، اوگاندا، کنیا، فیلیپین، تایلند و…
علاوه بر مسئولیت وزارت بازرگانی ایران، به عنوان نماینده تام‌الاختیار دولت در الحاق به سازمان جهانی تجارت منصوب و در طی همین دوره، جمهوری اسلامی ایران را پس از سال‌ها به عنوان عضو ناظر به سازمان جهانی تجارت وارد کرد. وی ۱۲ سال در سمت ریاست کمیسیون و نیز ریاست هیئت عالی نظارت بر سازمان‌های صنفی کشور، با این شبکه عظیم ارتباط گسترده و ثمر بخشی داشته و هم در دوره وزارت بازرگانی وی قانون جدید نظام صنفی از تصویب مجلس شورای اسلامی گذشت و شورای عالی اصناف از منتخبان شبکه‌های صنفی کشور پا به عرصه وجود نهاد.
در طی دوره وزارت ۸ ساله‌اش، ریاست شورای عالی نظارت بر اتاق‌های بازرگانی و صنایع و معادن و کشاورزی ایران نیز بر عهده داشت که از این دوره به عنوان بهترین دوره همکاری دولت و بخش خصوصی نام برده می‌شود. در طی این دوران، قانون تجارت جمهوری اسلامی ایران با ۵ سال کار کارشناسی در قالب کمیته‌های گوناگون تخصصی با همکاری همه بخش‌های ذی‌ربط و بخش خصوصی در هزار ماده پس از ۸۰ سال مورد بازنگری و نگارش مجدد قرار گرفت و تقدیم مجلس شورای اسلامی شد.
در طی سال‌های ۱۳۷۶ تا ۱۳۸۴ عضویت هیئت امناء دانشگاه مازندران و دانشگاه علامه طباطبایی را به حکم رئیس‌جمهور و نیز عضویت هیئت امناء بنیاد شهید و امور ایثارگران را به نمایندگی از خانواده‌های شهدا و حکم ریاست‌جمهوری بر عهده داشته است. وی با توجه به مقبولیتی که نزد طرفین دعاوی سیاسی وقت در کشور داشته است، در جریان انتخابات مجلس هفتم، وقوع تحصّن در مجلس ششم و نیز با تشکیل شورای سران سه قوه در برخورد با مفاسد اقتصادی و همچنین در جریان دستگیری برخی عناصر سیاسی و اقتصادی در آن دوران، به عنوان نماینده ویژه دولت و رئیس‌جمهور در حل و عقد مسائل موجود بین دولت، مجلس شورای اسلامی و شورای نگهبان و قوه قضائیه ایفای نقش کرده است.
- از سال ۱۳۷۳ پس از ۳ سال عضویت در هیئت امناء ستاد اجرایی فرمان امام با نظر رهبری در سمت ریاست ستاد اجرایی فرمان امام نیز مشغول به خدمت بود.[۱۰]
- ازسال ۱۳۷۰ تاکنون عضویت در هیئت امناء آستان شاه‌عبدالعظیم و عضویت و دبیری هیئت امناء مؤسسه علمی - فرهنگی دارالحدیث در قم را نیز تحت اشراف محمدی ری شهری بر عهده دارد.[۱۰]
- از سال ۱۳۶۸ در دولت اول اکبر هاشمی رفسنجانی، هم‌زمان با خدمت در سمت معاون نظارت و حسابرسی دفتر، به‌عنوان قائم‌مقام وزیر بازرگانی انجام وظیفه کرد.[۱۰]
- مأمور تأسیس معاونت نظارت و حسابرسی دفتر رهبری[۱۰]
- همکاری در تهیه قانون تأسیس اطلاعات کشور[۱۰]
- معاون اجرایی ریاست‌جمهوری
- معاون و جانشین معاونت امور انقلاب نخست‌وزیری در زمان نخست‌وزیری رجایی[۱۰]
- عضویت در کمیته مرکزی انقلاب اسلامی در زمان مهدوی کنی و محمدباقر باقری کنی[۱۰]
- ستاد استقبال از امام خمینی[۱۰]

## معاونت اجرایی رئیس‌جمهور
در ۱۶ مهر ۱۳۹۲، حسن روحانی، رئیس‌جمهور ایران، طی حکمی شریعتمداری را به معاونت اجرایی رئیس‌جمهور منصوب کرد.

## سرپرست وزارت ورزش و جوانان
در ۶ آبان ۱۳۹۲، و پس از رأی عدم اعتماد مجلس شورای اسلامی به رضا صالحی امیری، دومین وزیر پیشنهادی وزارت ورزش و جوانان، حسن روحانی، رئیس‌جمهور ایران، طی حکمی شریعتمداری را با حفظ سمت معاونت اجرایی رئیس‌جمهور به عنوان سرپرست وزارت ورزش و جوانان منصوب نمود. شریعتمداری برای بیست روز تا ۲۶ آبان ۱۳۹۲ که محمود گودرزی توانست از مجلس رأی اعتماد بگیرد، سرپرست وزارت ورزش و جوانان بود.

## وزیر صنعت، معدن و تجارت
حسن روحانی سه روز پس از مراسم تحلیفش در دوره دوم ریاست‌جمهوری در مرداد ۱۳۹۶، شریعتمداری را به عنوان گزینه پیشنهادی برای تصدی وزارت صنعت، معدن و تجارت در دولت دوازدهم به مجلس شورای اسلامی معرفی کرد. شریعتمداری در ۲۹ مرداد ۱۳۹۶ ماه از مجلس شورای اسلامی رأی اعتماد گرفت و در هفت شهریور به عنوان وزیر صنعت، معدن و تجارت در دولت دوازدهم معارفه شد.
او در فروردین ماه ۱۳۹۷ وزیر صنعت، معدن و تجارت بود که در جلساتی با حضور وی سیاست تخصیص دلار ۴۲۰۰ تومانی و دو نرخی کردن ارز شروع شد. بلافاصله مهدی غضنفری، وزیر سابق صنعت، معدن و تجارت و همچنین بازرگانی سابق پیشنهاد در میان گذاشتن تجارب دوره‌های قبل بحران ارزی و راهکارهای جلوگیری از صدمات چند نرخی ارزی ایجاد شده به فعالان حوزه صنعت، معدن و تجارت کشور و جلوگیری از فساد با رانت‌های ایجاد شده می‌شود ولی معاون شریعتمداری استفاده از تجارب کسب شده در ادوار قبل تشدید تحریم را نمی‌پذیرد. بعد از گذشت مدتی از اعلام سیاست تخصیص دلار ۴۲۰۰ تومانی، ثبت سفارش تخصیص ارز با این نرخ به متقاضیان در وزارت صنعت، معدن و تجارت شروع می‌شود و در نهایت موجب تخصیص بی حساب ده‌ها میلیارد دلار ۴۲۰۰ تومانی توسط این وزارت‌خانه به متقاضیان بیش از نیاز معمول و واقعی بخش صنعت و معدن، احتکار کالاها در کارخانه‌ها و نایاب شدن بسیاری از کالاها مثل مواد شوینده، روغن خوراکی، پوشک، برنج وارداتی، لاستیک خودرو و … و در ادامه وزارت صمت بخشنامه‌های مختلف ممنوعیت ترخیص کالاهای وارد شده به گمرکات کشور ابلاغ می‌کند که اولین آن در خردادماه سال ۹۷ بود که وزارت صمت به اولویت بندی کالاهای وارداتی پرداخت و با تأیید دولت ورود ۱۳۳۹ قلم کالا به کشور ممنوع شد. بحران رسوب کالاها در گمرک‌ها و حتی در مقاطعی بی تمایلی بسیاری از وارد کنندگان به ترخیص کالاهای وارداتی پیش می‌آید.

### طرح استیضاح
در روز سه شنبه ۶ شهریور ۱۳۹۷ طرح استیضاح شریعتمداری تحویل هیئت رئیسه مجلس شد. به گفته حسینعلی حاجی‌دلیگانی نماینده مجلس، این طرح استیضاح با بیش از ۷۰ امضا در ۱۵ محور تدوین شده که از جمله محورهای آن «ضعف مدیریت»، «عدم کنترل و مدیریت بازار» و همچنین «افزایش بی‌رویه قیمت‌ها» بوده است.

### استعفا
شریعتمداری بعد از چند جلسه غیبت در جلسه بررسی استیضاح او در کمیسیون صنایع و معادن مجلس، در روز شنبه ۲۸ مهر ۱۳۹۷ درحالی که استیضاح او در مجلس دنبال می‌شد، پس از ۴۲۶ روز فعالیت از سمت وزارت صنعت، معدن و تجارت استعفا داد؛ ولی در فردای آن روز به‌عنوان وزیر پیشنهادی وزارت تعاون، کار و رفاه اجتماعی از طرف حسن روحانی، رئیس‌جمهور وقت برای گرفتن رأی اعتماد نمایندگان به مجلس شورای اسلامی معرفی شد.

## حواشی و انتقادها
- در مهر ۹۷، نمایندگان مجلس، شریعتمداری را به دلیل عدم کنترل و مدیریت بازار و افزایش بی‌رویه قیمت‌ها و احتکار کالا، عدم مدیریت صحیح بر تأمین مواد اولیه واحدهای تولیدی، عدم پیشگیری از گران‌فروشی محصول واحدهای صنعتی بزرگ که به نوعی وابسته به دولت هستند، عدم انجام کامل وظایف قانونی در مبارزه با قاچاق کالا و ارز، وجود فساد و رانت در واردات خودرو و ثبت سفارش برای دریافت ارز و عدم نظارت بر صنایع خودروسازی کشور که سبب گران‌فروشی، احتکار خودرو و به هم ریختگی بازار شده و… با استناد اصل ۸۹ قانون اساسی و ماده ۲۲۲ استیضاح کردند.[۳۲]
- اقتصاد آنلاین در گزارشی اعلام کرد شریعتمداری با وجود آنکه استعفا داده بود، اقدام به تغییر کلیدی در وزارت صنعت کرد، او مدیرعامل سایپا، مدیرعامل فولاد مبارکه و رئیس نظام مهندسی معدن را در سه روز تغییر داد.[۳۳]
- ابوالفضل ابوترابی در گفتگو با تسنیم گفت روحانی قدرت کنار گذاشتن شریعتمداری را ندارد.[۳۴]

## حضور در انتخابات ریاست‌جمهوری ۱۳۹۲ و ۱۴۰۳
شریعتمداری در روز ۱۲ دی ۱۳۹۱ در مصاحبه‌ای با خبرگزاری مهر برای حضور در یازدهمین انتخابات ریاست‌جمهوری ایران اعلام نامزدی کرد. محسن بهرامی، سخنگوی ستاد انتخاباتی محمدباقر قالیباف در سال ۱۳۸۴، به‌عنوان سخنگوی ستاد انتخاباتی محمد شریعتمداری انتخاب شد. به گزارش خبرگزاری مهر، محسن بهرامی سخنگوی ستاد انتخاباتی «شریعتمداری» گفت: عبدالحسین وهاجی وزیر بازرگانی در سال‌های ۱۳۶۸ تا ۱۳۷۲ به عنوان رئیس ستاد هماهنگی انتخابات محمد شریعتمداری منصوب شده است. وی در روز ۲۱ اردیبهشت ۱۳۹۲ در آخرین روز ثبت‌نام انتخابات ریاست‌جمهوری دوره یازدهم با حضور در ساختمان وزارت کشور ثبت‌نام خود در انتخابات را قطعی کرد.
وی در روز یکشنبه ۱۳ خرداد ۱۴۰۳ با حضور در وزارت کشور برای انتخابات ریاست‌جمهوری دوره چهاردهم نیز ثبت‌نام کرد.

## مدرک تحصیلی
احسان مهرابی خبرنگار سابق روزنامه اعتماد گفته است: 
طبق اخرین مصاحبه صورت پذیرفنه، محمد شریعتمداری دارای مدرک دکترای مدیریت است‌.— https://www.tabnak.ir/fa/tags/2849/1/%D9%85%D8%AD%D9%85%D8%AF-%D8%B4%D8%B1%DB%8C%D8%B9%D8%AA%D9%85%D8%AF%D8%A7%D8%B1%DB%8C